# Oscar Plattner
Oscar Plattner (ur. 17 lutego 1922 w Tschappinie – zm. 21 sierpnia 2002 w Zurychu) – szwajcarski kolarz torowy i szosowy, sześciokrotny medalista torowych mistrzostw świata.

## Kariera
Pierwszy sukces w karierze Oscar Plattner osiągnął w 1944 roku, kiedy został mistrzem kraju w sprincie indywidualnym. Dwa lata później wystartował na torowych mistrzostwach świata w Zurychu, gdzie w sprinterskiej rywalizacji amatorów także okazał się najlepszy. W 1947 roku przeszedł na zawodowstwo. Pierwszy sukces w nowej kategorii osiągnął w 1952 roku, zdobywając złoty medal na mistrzostwach świata w Paryżu. W swej koronnej konkurencji zdobył jeszcze cztery medale: srebrne podczas mistrzostw świata w Mediolanie (1955) oraz mistrzostw świata w Lipsku (1960), w obu przypadkach przegrywając tylko z Włochem Antonio Maspesem oraz brązowe medale na mistrzostwach w Kopenhadze (1956) i mistrzostwach w Mediolanie (1962). Wielokrotnie zdobywał medale torowych mistrzostw kraju, w tym łącznie 19 złotych. Startował również w wyścigach szosowych, ale bez większych sukcesów. Nigdy nie wystąpił na igrzyskach olimpijskich.